# Lyle, Lyle, Crocodile
Lyle, Lyle, Crocodile är en amerikansk halvanimerad musikalfilm från 2022 som bygger på barnboken med samma namn av Bernard Waber regisserad av Will Speck och Josh Gordon efter en bearbetning av William Davies.
Lyle, Lyle, Crocodile släpptes i USA den 7 oktober 2022 av Columbia Pictures. Filmen mottog allmänt positiva recensioner från kritiker och tjänade in 107 miljoner dollar världen över på en budget på 50 miljoner dollar.

## Handling
Filmen handlar om en familj som flyttar till New York City, där deras son blir vän med en sjungande krokodil och försöker skydda honom från resten av världen.

## Rollista
- Javier Bardem – Hector P. Valenti
- Constance Wu – Wendy Primm
- Winslow Fegley – Josh Primm
- Scoot McNairy – Tom Primm
- Brett Gelman – Alistair Grumps
- Ego Nwodim – Carol
- Shawn Mendes – Lyle (röst)
  - Ben Palacios – Lyle (motion capture)
- Lyric Hurd – Trudy

### Svenska röster
- Kim Cesarion – Lyle
- Lina Hedlund – fru Primm
- Axel Adelöw – Josh
- Alexander Lycke – Hector
- Lucas Krüger – herr Primm
- Magnus Mark – herr Grump
- Ayla Kabaca – Carol
- Nikita Vinter – Trudy
- Oscar Harryson – Cy
- Emelie Clausen – Alexa
- Övriga röster – Anders Öjebo, Christian Hedlund, Juni Kinell, Leon Pålsson Sälling, Wilmer Holgersson, Oskar Nilsson, Dominique Pålsson Wiklund, Paulina Åberg, Daniel Sjöberg, Adil Backman
- Dubbregissör och inspelningstekniker – Ingemar Åberg
- Översättare och sångtexter – Robert Cronholt
- Inspelningstekniker – Alicia Åberg
- Svensk version producerad av Iyuno-SDI Group[5]